# دلوان (کالیفرنیا)
دلوان (به انگلیسی: Delevan) یک منطقهٔ مسکونی در ایالات متحده آمریکا است که در شهرستان کولوزا، کالیفرنیا واقع شده‌است. دلوان ۷۰ نفر جمعیت دارد و ۲۸ متر بالاتر از سطح دریا واقع شده‌است.